# プレセツク宇宙基地

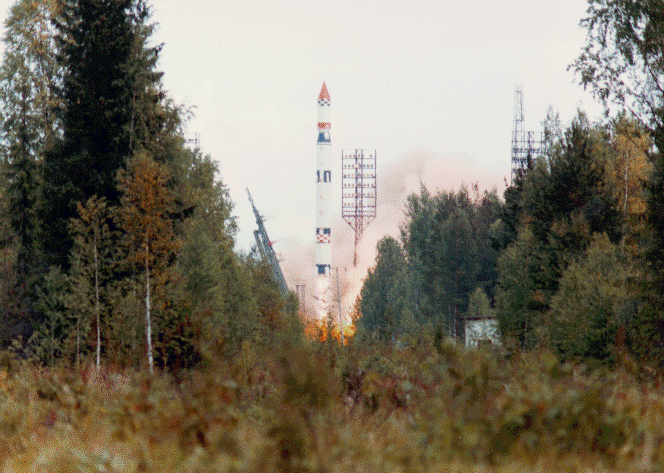
Meteor-3衛星 を打ち上げるサイクロン-3ロケット (Plesetsk, 1991年8月15日)

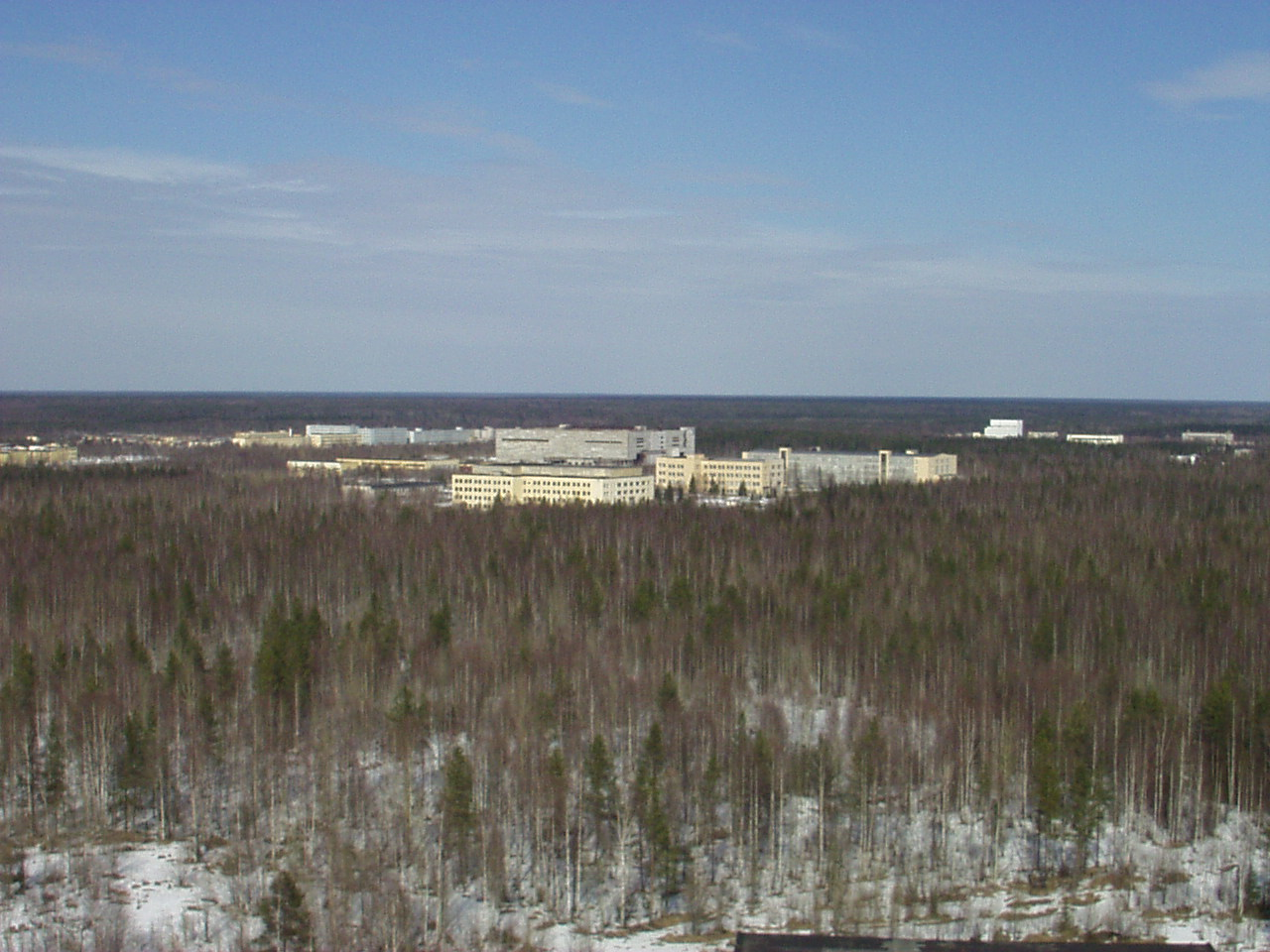
Mirnyの近くの軌道観測施設

プレセツク宇宙基地（プレセツクうちゅうきち、ロシア語:Космодром Плесецк、英語:Plesetsk Cosmodrome）はロシアのアルハンゲリスク州にあるロケット発射場である。モスクワの北およそ800キロメートル、州都アルハンゲリスクの南にある。

## 歴史
プレセツク宇宙基地は、当初大陸間弾道ミサイル（ICBM）の発射場として、旧ソ連によって開発された。建設は1957年に始まり、1959年12月にR-7 ロケットの発射から供用開始された。アルハンゲリスクのプレセツクには鉄道駅があり、ミサイル構成要素の輸送にとって不可欠だった。基地施設のためにミルニィ（Mirny ロシア語で「平和な」との意味）という名の町が作られた。ソビエト連邦の崩壊後は極端に減ったもの、1997年までに他の発射場に並ぶものがない1,500発以上のロケットが打ち上げられた。
プレセツク宇宙基地の存在は当初秘密にされていたが、英国の物理学教師ジェフリー・ペリー（en）と彼の学生によって発見された。1966年にコスモス112号衛星の軌道を慎重に分析して、それがバイコヌール宇宙基地から発射されたものではないと推論した結果である。冷戦終結後、CIAが1950年代後期にはプレセツクにICBM発射サイトが存在すると疑っていたことが明らかになった。旧ソ連は1983年までプレセツク宇宙基地の存在を公式には認めなかった。

## 運用
タイガまたは北方松の森の平らな地形に位置するプレセツクは残骸（デブリ）を落す範囲が主に無人の北極と極地の地形である北に開けているため、モルニア軌道（準天頂軌道）や極軌道のような高い傾斜角の軌道に投入される軍事衛星打ち上げのために特に使われる。プレセツクの高緯度の位置と役割はカリフォルニア州にある米空軍のヴァンデンバーグ空軍基地に相当するものである。
ソ連崩壊によってカザフスタンが独立し、領土外となったバイコヌール宇宙基地を運用することはロシアにとって安全保障と警備上の支障となり、またバイコヌールの継続的な使用には使用料が要求されていることから、プレセツク宇宙基地の利用は将来的に増加すると見込まれている。他方で、北緯28度にあるケネディ宇宙センターや北緯5度のフランス領ギアナクールーにある欧州宇宙機関のギアナ宇宙センターと比較した場合明らかであるが、プレセツクが高緯度に位置することは低い傾斜角または静止軌道に載せる衛星の打ち上げに理想的とはいえない。それにもかかわらず、新しいすべてのロシア製アンガラ・ロケットは、供用開始の段階では主にプレセツクから発射されるように計画されている。
現在、ソユーズ、ロコットとアンガラがプレセツク宇宙基地から発射されている。重いプロトン・ロケットとゼニット・ロケットは、バイコヌールからしか発射できない。2007年5月と12月、ロシアのミサイル軍の主体である旧式化したUR-100N（西側呼称：SS-19 Stiletto）を置き換えるRS-24ミサイルの発射実験が、2018年にはR-36（西側呼称：SS-18サタン）を置き換えるRS-28ミサイルの発射実験が当地で行われた。
2012年5月17日、プレセツク宇宙基地からの最後のソユーズUロケットが打上げられた。この射点からのソユーズUロケットの打上げは、1973年5月18日から開始され、計434機打ち上げられた。ソユーズUは今後、ソユーズ2およびアンガラA3ロケットに切替えられる予定。
なお、ロシアはバイコヌール宇宙基地の代替として極東アムール州にボストチヌイ宇宙基地を2010年より建設しており、2016年には初の打ち上げを実施した。

## 発射台
- 43番射点
- 133番射点

## 地理
プレセツク宇宙基地はミールヌイ町にある。ミールヌイ町は軍事施設である当基地を含んでいることから1966年に閉鎖都市に指定され、原則として地元住民以外は訪問できない。さらに9キロメートル離れたところに都市型集落であるプレセツク町がある。最寄の空港はプレスツイ空港、最寄の鉄道駅はGorodskaya駅である。

## 事故
- 1973年6月26日 - 汎用電子情報衛星Tselina-Oの打ち上げのため燃料注入中のコスモス3Mロケットが爆発、9人が死亡。酸化剤と推進剤が混合したのが原因。
- 1980年3月18日 - 汎用電子情報衛星Tselina-Dの打ち上げのためターボポンプ駆動用の過酸化水素を注入中のボストーク-2Mロケットが爆発、48人が死亡する大惨事となった。ステンレス製のフィルターのはんだ付けに純粋な錫を使用すべきところに鉛を含有した電子機器用のはんだを使用したのが原因でブースターに誘爆したとされるが[7][8]、過酸化水素が液体酸素フィルタに侵入し燃料と液体酸素が混合したのが原因とする説もある。発射台の損傷が酷く、1983年4月にようやく復旧した。
- 2002年10月15日 - 欧州宇宙機関のフォトンM1を搭載したソユーズ-Uロケットが打ち上げに失敗して墜落、爆発の衝撃で落ちてきた窓枠の破片で兵士1人が死亡した。
- 2024年9月 - アメリカの民間軍事専門家は、宇宙基地に巨大なクレーターが生じていることを発見。新型大陸間弾道ミサイル（サルマート）の発射実験に失敗したものと報じられた[9]。